# Bastheim
Bastheim (Mundart: Bosde) ist die größte Gemeinde im Besengau im unterfränkischen Landkreis Rhön-Grabfeld und Mitglied der Verwaltungsgemeinschaft Mellrichstadt.
Der Ortsname erklärt sich aus der Tätigkeit des Besenbindens aus Reisern (Zweigen) der Birke, die aus wirtschaftlicher Not von der Bevölkerung in den Wintern des 18. und 19. Jahrhunderts ausgeübt wurde.

## Geografie
Bastheim liegt in der Region Main-Rhön. Geographisch entspricht die Gemeinde Bastheim mit ihren Gemeindeteilen weitestgehend dem sogenannten Besengau, mit dem gleichnamigen Dorf Bastheim als Zentrum im Tal der Els.

### Gemeindegliederung
Es gibt acht Gemeindeteile (in Klammern ist der Siedlungstyp angegeben):
- Bastheim (Pfarrdorf)
- Braidbach (Kirchdorf)
- Geckenau (Dorf)
- Reyersbach (Pfarrdorf)
- Rödles (Kirchdorf)
- Simonshof (Anstalt)
- Unterwaldbehrungen (Kirchdorf)
- Wechterswinkel (Kirchdorf)

Es gibt die Gemarkungen Bastheim, Braidbach, Reyersbach, Rödles, Unterwaldbehrungen, Wechterswinkel und Wechterswinkeler Forst.

## Geschichte
Gräberfunde aus der Bronzezeit und Hallstattzeit in der Bastheimer Flur bezeugen kulturelle Aktivitäten bereits ca. 1800 v. Chr.
Um 700 begann das Vorrücken der Franken nach Osten (bezeugt durch Ortsnamen mit der Endung heim), von denen die Thüringer (von ihnen stammen ältere Gründungsbezeichnungen mit ungen) bis zum Rennsteig, der im Mittelalter die fränkische Grenze war, zurückgedrängt wurden. Bastheim kann man sich zu diesem Zeitpunkt als eine kleine besiedelte Waldlichtung an einem Bachlauf vorstellen. Das Ortsadelsgeschlecht der Herren von Bastheim ist seit dem Jahr 1180 nachweisbar und stellte im ausgehenden Mittelalter langfristig maßgebliche Beamte im Verwaltungsapparat für den Klerus des Fürstbischofs in Würzburg. Überregionale Bedeutung für den Besengau hatte im Mittelalter auch das später säkularisierte Zisterzienserkloster in Wechterswinkel.
Im Jahr 1525 eroberten Bastheimer Bauern im Deutschen Bauernkrieg die Hildenburg und zerstörten sie völlig. Angeblich waren die Aufständischen der Meinung, dort befände sich der Reformator Martin Luther, und machten die Burg dem Erdboden gleich, als sie ihn nicht gefunden hätten. Dabei dürfte es sich jedoch um eine später entstandene Legende handeln, da es keinerlei historische Hinweise für dieses Motiv der Bauern gibt. Infolge des Wiener Kongresses wurde ein großer Teil von Franken und damit auch Bastheim zugunsten Bayerns 1805 Erzherzog Ferdinand von Toskana zur Bildung des Großherzogtums Würzburg überlassen und fiel mit diesem 1814 im Ersten Pariser Frieden endgültig an das Königreich Bayern. Das Geschlecht der Freiherren von Bastheim starb im Jahre 1848 aus. Im Jahre 1856 erfolgte der Abriss des alten Wasserschlosses der Herren von Bastheim, 1869 die Errichtung der Pfarrkirche St. Sebastian.

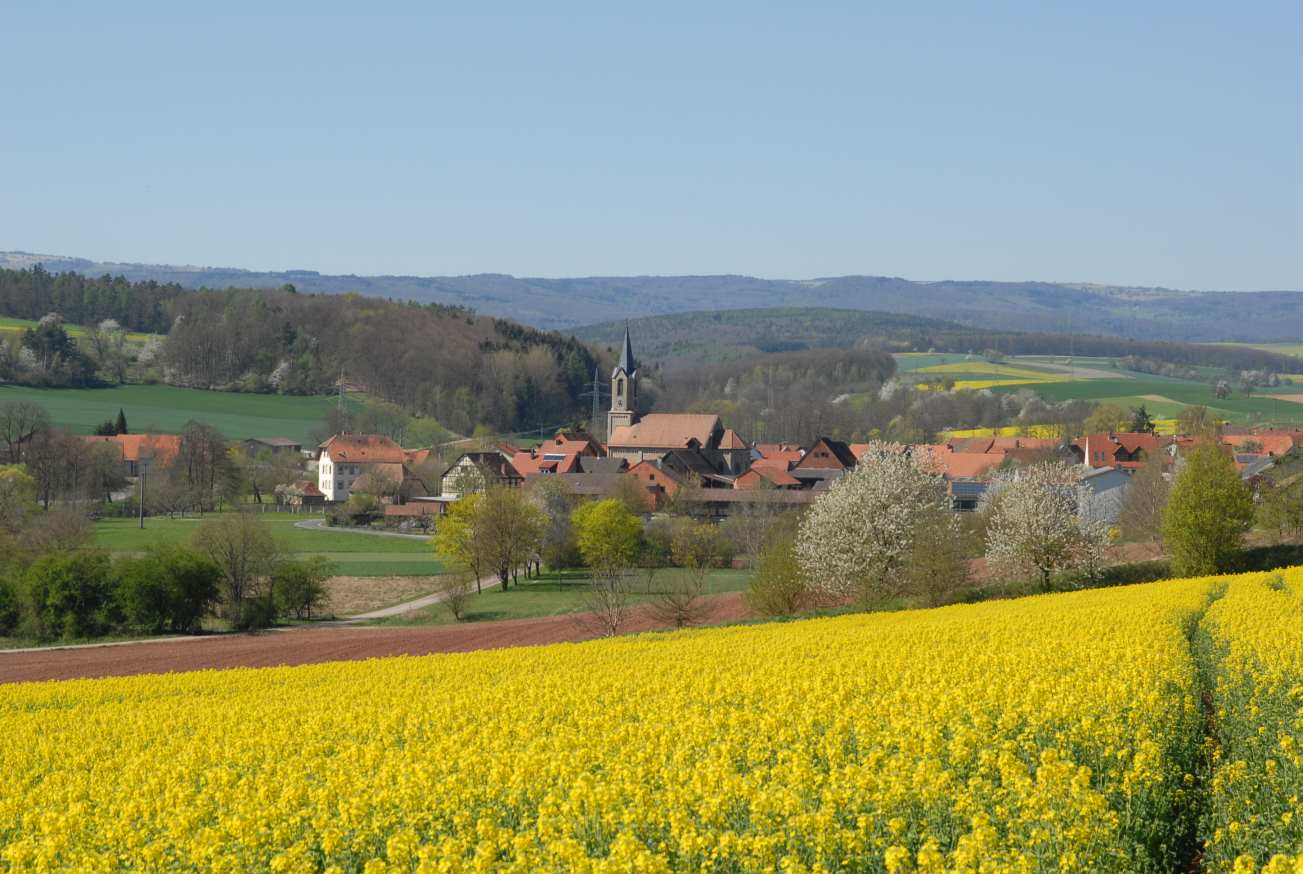
Bastheim von Süden (2007), im Hintergrund die Rhön

Im Zuge der Verwaltungsreformen in Bayern entstand mit dem Gemeindeedikt von 1818 die politische Gemeinde Bastheim.
In der Zeit des Nationalsozialismus wurde die Synagoge der jüdischen Gemeinde am Auweg 1 beim Novemberpogrom 1938 geschändet, die Kultgegenstände wurden vernichtet. Am Gebäude, das heute von der Kolpingsfamilie genutzt wird, erinnert eine Gedenktafel an dieses Geschehen. Überregionale Bedeutung hat Bastheim durch den zwei Kilometer nördlich der Kerngemeinde liegenden Heimathof Simonshof. Dort betreut die Caritas Frauen und Männer aus gesellschaftlichen Randgruppen.

### Eingemeindungen
Im Zuge der Gebietsreform in Bayern wurden am 1. Januar 1972 die Gemeinden Braidbach, Reyersbach, Rödles und Unterwaldbehrungen eingegliedert. Am 1. Mai 1978 folgte die Eingemeindung von Wechterswinkel.

### Verwaltungsgemeinschaft
Bastheim ist seit 1978 eine Gemeinde und wurde durch das am 16. Juni 2021 vom Bayerischen Landtag beschlossene Gesetz zur Änderung des Bayerischen Kommunalgliederungsgesetzes mit Wirkung vom 1. Juli 2021 Mitglied der Verwaltungsgemeinschaft Mellrichstadt.

### Einwohnerentwicklung
Im Zeitraum 1988 bis 2018 sank die Einwohnerzahl von 2204 auf 2085 um 119 bzw. um 5,4 %. 2004 hatte die Gemeinde 2673 Einwohner.
Quelle: BayLfStat

## Politik
Berufsmäßiger Erster Bürgermeister ist Tobias Seufert (Freie Wähler Besengau). Er ist seit 1. Mai 2020 im Amt. Bei der Wahl 2020 wurde er im ersten Wahlgang mit einem Stimmanteil von 68,2 % gewählt.

## Wappen
| | Blasonierung: „Unter einem von Schwarz und Silber im Wolkenschnitt geteilten Schildhaupt in Blau ein schräg links gelegter wachsender goldener Krummstab, überdeckt mit einem in zwei Reihen von Rot und Silber geschachten Schrägbalken.“ |
| Wappenbegründung: Die Wolkenschnitt-Teilung von Schwarz und Silber ist dem Wappen der seit 1180 belegten Herren von Bastheim entnommen, die 1848 ausgestorben sind. Dieses Adelsgeschlecht war in der Vorderrhön, im Grabfeld und im Gebiet der Fürstabtei Fulda begütert und hatte seinen Stammsitz in der Wasserburg von Bastheim. Das benachbarte Zisterzienserinnenkloster Wechterswinkel erwarb zwischen 1273 und 1280 zahlreiche Güter von den Herren von Bastheim und blieb bis zu seiner Auflösung 1592 im Ort begütert. Daran erinnern der von Rot und Silber geschachte Schrägbalken sowie der Krummstab aus dem Klosterwappen. Wappenführung seit 1979. | |

## Wirtschaft und Infrastruktur

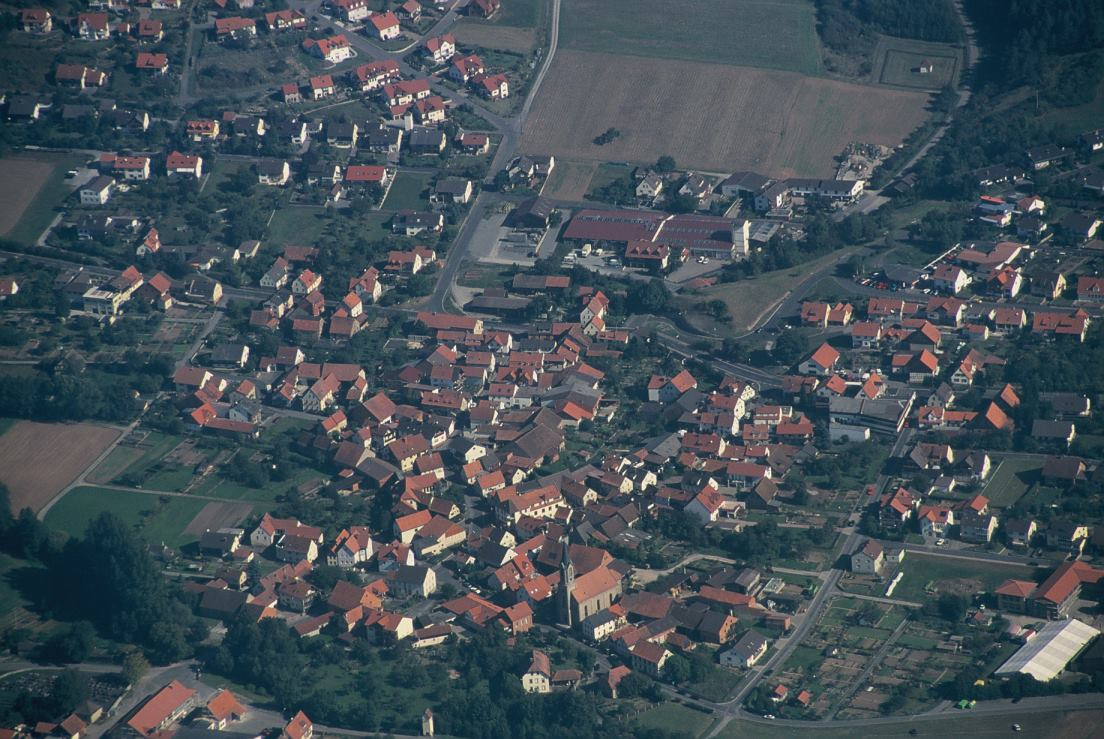
Bastheim im Luftbild 1999

### Wirtschaft und Landwirtschaft, Tourismus
Wie in allen ländlichen Regionen ist auch in Bastheim die ehemalige Infrastruktur der Wirtschaft stark auf dem Rückzug. Von den vor wenigen Jahrzehnten in der Kerngemeinde ortsansässigen zwei Bäckereien, zwei Metzgereien, zwei Gastwirtschaften, dem Schuster, dem Büttner und allen anderen Handwerksbetriebe ist nur wenig übrig geblieben, bedingt auch durch die starke Attraktivität der mit dem Auto erreichbaren nahen Städte wie Bad Neustadt oder Mellrichstadt.
Hauptarbeitgeber für die Bastheimer Bevölkerung sind die verbliebenen ortsansässigen Handwerksbetriebe und die mittelständischen Unternehmen und Großbetriebe in der Umgebung.
Zudem blieb die Landwirtschaft nicht vom „Bauernsterben“ der vergangenen Dekaden verschont. War nach dem letzten Weltkrieg noch nahezu jeder Hof überwiegend ein Vollerwerbsbetrieb mit saisonaler Nebentätigkeit (im Sommer Bauer, im Winter Waldarbeiter oder Schnitzer und im Frühjahr im Steinbruch zum Hausbau), so sind derzeit nur noch vier in Land- und Forstwirtschaft tätige Vollbetriebe gemeldet.
Tourismus und Fremdenverkehr konnten sich in Bastheim nicht in einem größeren Maßstab etablieren; es gibt aber einige Gästehäuser und Fremdenzimmer.

### Bildung
Die Gemeinde hat Kindergärten in den Gemeindeteilen Bastheim und Reyersbach. In der Kerngemeinde Bastheim gibt es eine Grundschule.
Im Dorfgemeinschaftshaus in Rödles ist eine Gemeindebücherei eingerichtet.

## Kultur

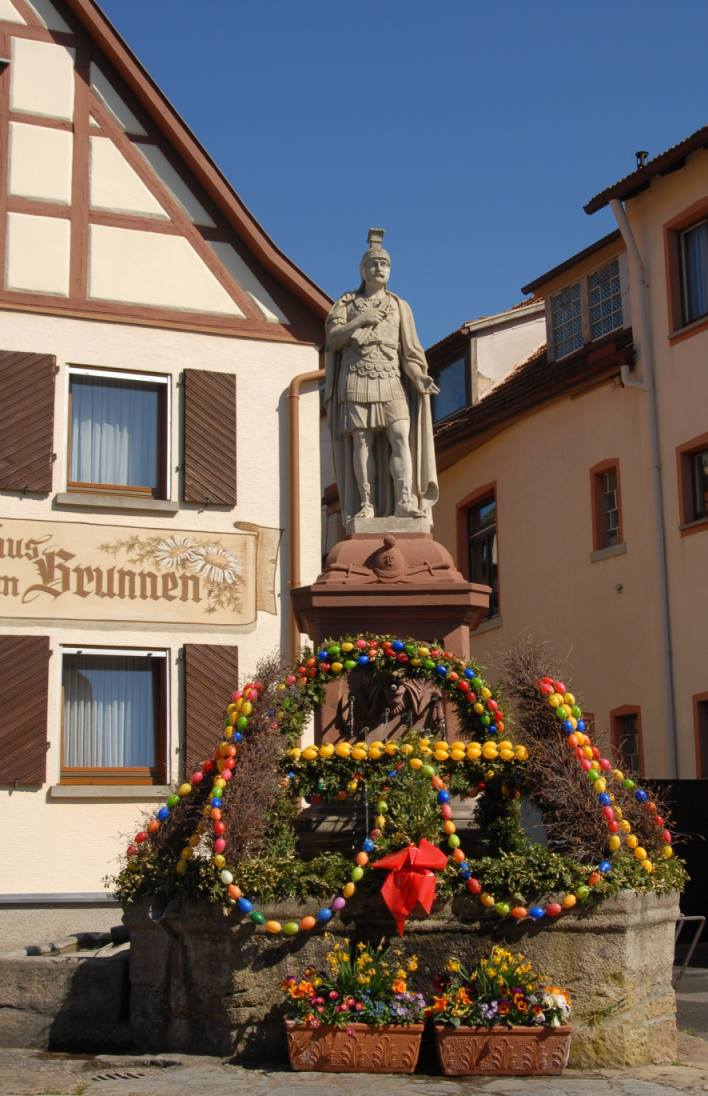
Sebastiansbrunnen im Osterschmuck (2007)

Historisch bedingt gehören Bastheim und der Besengau als Teil der Rhön kulturell zu Unterfranken und sind entsprechend geprägt. Die Sprache des „Bosdemers“ ist Unterfränkisch mit starkem Rhöner Zungenschlag.

### Begegnungsstätten
- Besengauscheune in der Kerngemeinde mit wechselnden Veranstaltungen
- LandStadt-Haus im Gemeindeteil Rödles, kultureller Dialog
- Kulturspeicher: Kultur-Begegnungsstätte für den Landkreis im ehemaligen Kloster Wechterswinkel
- Hof9: veganes Cafe mit Unterkunft. Ein geselliger Treffpunkt für Inspiration und Austausch, in dem auch Weinproben und GinTestings stattfinden.

## Vereinsleben
Die gesellschaftliche und kulturelle Hauptaktivität in der Gemeinde geht überwiegend von den Vereinen aus:
- Bastheim ist regionale Faschingshochburg. Die Karnevalsgesellschaft „Ba-Ka-Ge“, gemeinsam betrieben von den Vereinen TSG und Kolping, organisiert mit Unterstützung der gesamten Dorfbevölkerung Faschingsveranstaltungen nach „rheinischer Art“ wie Prunksitzungen, Faschingstänze und Kinderfasching.
- Die Turn- und Sportgemeinschaft (TSG Bastheim) ist der zahlenmäßig größte und aktivste Verein; das Vereinsheim mit den Sportplätzen befindet sich auf dem Spielberg, etwa einen Kilometer nördlich der Ortschaft.
- Der Musikverein Bastheim versammelt die Blasmusiker, das Vereinsheim ist im Rathaus untergebracht.
- Der Bastheimer Zweigverein des Rhönklubs ist ebenfalls im Rathaus untergebracht.
- Die Kolpingsfamilie hat ihr Vereinsheim am Mühlbach.
- Die Freiwillige Feuerwehr Bastheim hat ihr Feuerwehrhaus in der Geckenauer Straße.
- Der Kleintierzuchtverein hat sein Vereinsheim in einem Nebenflügel des Rathauses.

## Persönlichkeiten
- Bernhard Reyder (1652–1717); geboren in Wechterswinkel, Abt des Benediktinerklosters in Münsterschwarzach
- Georg von Mölter (1775–1846); bayerischer Generalmajor, Kommandant der Bundesfestung Landau (Pfalz), Ritter der Französischen Ehrenlegion, des Militär-Max-Joseph-Ordens und des Verdienstordens der Bayerischen Krone.
- Ein überregional bedeutender Künstler aus Bastheim ist der Holzbildhauer Josef Gerngras. Geboren am 12. Oktober 1894 in Bastheim, gehörte er zu einer Generation, die zwei Kriege erlebte. Überwiegende Wirkungsstätte eines entsprechend wechselvollen Lebens des selbstständigen Künstlers war der Würzburger Raum. Verstorben ist Josef Gerngras am 10. Januar 1959. Ausgeführte Objekte in Bastheim sind in der Pfarrkirche die Christkönigsstatue, die Bruder-Konrad-Statue und das Kruzifix mit den Kriegergedächtnistafeln. Weitere Objekte in der näheren Umgebung sind in der katholischen Pfarrkirche in Salz (ECCE HOMO) und in Heustreu (Tragmadonna und Christkönig in der Pfarrkirche) zu besichtigen.
- Ansässig und berufstätig in Wechterswinkel war der Schullehrer, Schriftsteller, Mundart- und Heimatdichter Georg Trost (1906–1968), der mit viel Phantasie historische Geschichten und Sagen aus der Rhöner Heimat erzählte.
- In der ehemaligen Propstei Wechterswinkel wohnte und arbeitete von 1914 bis 1933 der Sprachforscher Ernst Lewy (1881–1966). Lewy war zwischen 1922 und 1933 ordentlicher Professor an der Humboldt-Universität zu Berlin und verfasste in Wechterswinkel mehrere Bücher und Aufsätze.